# Naváz Šaríf
Mian Muhammad Naváz Šaríf (* 25. prosince 1949 Láhaur, Paňdžáb, Pákistán) je pákistánský politik, bývalý ministerský předseda Pákistánu. Jako dlouholetý politický veterán již v minulosti dvakrát vykonával tuto funkci, od listopadu 1990 do července 1993 a od února 1997 do října 1999. Šaríf je předsedou konzervativní Pákistánské muslimské ligy, momentálně nejvlivnější pákistánské politické strany. Zároveň patří k nejbohatším lidem v Pákistánu. Někdy ho přezdívají lvem Paňdžábu.

## Život
Naváz Šaríf vstoupil do politiky v roce 1980, dne 9. dubna 1985 složil přísahu jako první ministr Paňdžábu. Posléze pákistánská armáda přestala ovládat zemi, v roce 1988 se ministerskou předsedkyní stala Bénazír Bhuttová a Šaríf zastával hlavního vůdce opozice. V roce 1990 pákistánský prezident Ghulám Isák Chán odvolal Benazir Bhutovou z funkce kvůli obvinění z korupce a Šaríf získal poprvé post ministerského předsedy. Ale vztahy mezi prezidentem a Šarífem se také zhoršily a prezident Isák Chán se pokusil odvolat Šarífa z podobných důvodů jako Benazir Bhutovou. Šaríf prezidentovo rozhodnutí úspěšně napadnul u nejvyššího soudu. Nicméně oba museli v roce 1993 ze svých funkcí odstoupit poté, co vládu Pákistánu převzala dočasně opět armáda.
Po nových volbách v roce 1993 se do čela vlády opět dostala Bénazír Bhuttová, znovu ale její vládu doprovázela korupce a kontroverzní podpora Talibánu v sousedním Afghánistánu. Po jejím dalším odvolání a dočasné vládě se k moci v roce 1997 dostal opět Naváz Šaríf. Ten brzy zajistil výměnu pákistánského prezidenta. Za jeho vlády se prudce zhoršily vztahy se sousední Indií, Šaríf nařídil provést jaderný test. To nicméně vedlo ke zmrazení vztahů s evropskými a americkými zeměmi. Došlo k poklesu investic a obchodu s těmito zeměmi a v Pákistánu se zhoršila ekonomická situace a zvýšila nezaměstnanost.
Zároveň se Šaríf snažil omezit moc vlivné pákistánské armády. Nicméně neuspěl a v roce 1999 ho sesadil z funkce armádní generál Parvíz Mušaraf. Šaríf musel opustit Pákistán a do roku 2008 žil v exilu v Saúdské Arábii.
Po návratu do země se stal vůdcem opozice, od roku 2008 funkci prezidenta zastával Ásif Alí Zardárí bývalý manžel Benazir Bhutové, která byla v prosinci roku 2007 zavražděna pravděpodobně Al Kaidou.
Po volbách v roce 2013 se Šaríf znovu stal pákistánským premiérem a musel čelit útokům pákistánských extrémistů ze severozápadu, zejména militantního Talibanu, a také se pokusit obnovit hospodářský růst v Pákistánu.
Na konci července roku 2017 byl shledán nejvyšším soudem z důvodu podezření z korupce (viz Panama Papers) nezpůsobilým pro výkon funkce premiéra země, což vedlo k jeho následné rezignaci. Za příštího předsedu vlády byl vybrán jeho bratr, Šáhbáz Šaríf, který se měl premiérské funkce ujmout po parlamentních volbách v roce 2018, kdy se očekávalo opětovné vítězství Pákistánské ligy ve volbách. Do té doby povedl vládu dosavadní ministr pro ropu a přírodní zdroje Šahíd Chakan Abbásí, který do úřadu nastoupil 1. srpna 2017.
Nicméně Pákistánská liga ve volbách v roce 2018 neuspěla a pákistánským premiérem se stal Imran Chán.
V červenci 2018 byl odsouzen na 10 let do vězení pro korupci. Rozsudek však není pravomocný a očekává se, že se expremiér odvolá.

## Vyznamenání
- velkokříž Řádu dobré naděje – Jihoafrická republika, 1999[5]
- čestný rytíř velkokříže Řádu svatého Michala a svatého Jiří – Spojené království, 1997[6]
- Řád republiky – Turecko, 2013[7]